# Blake Moore

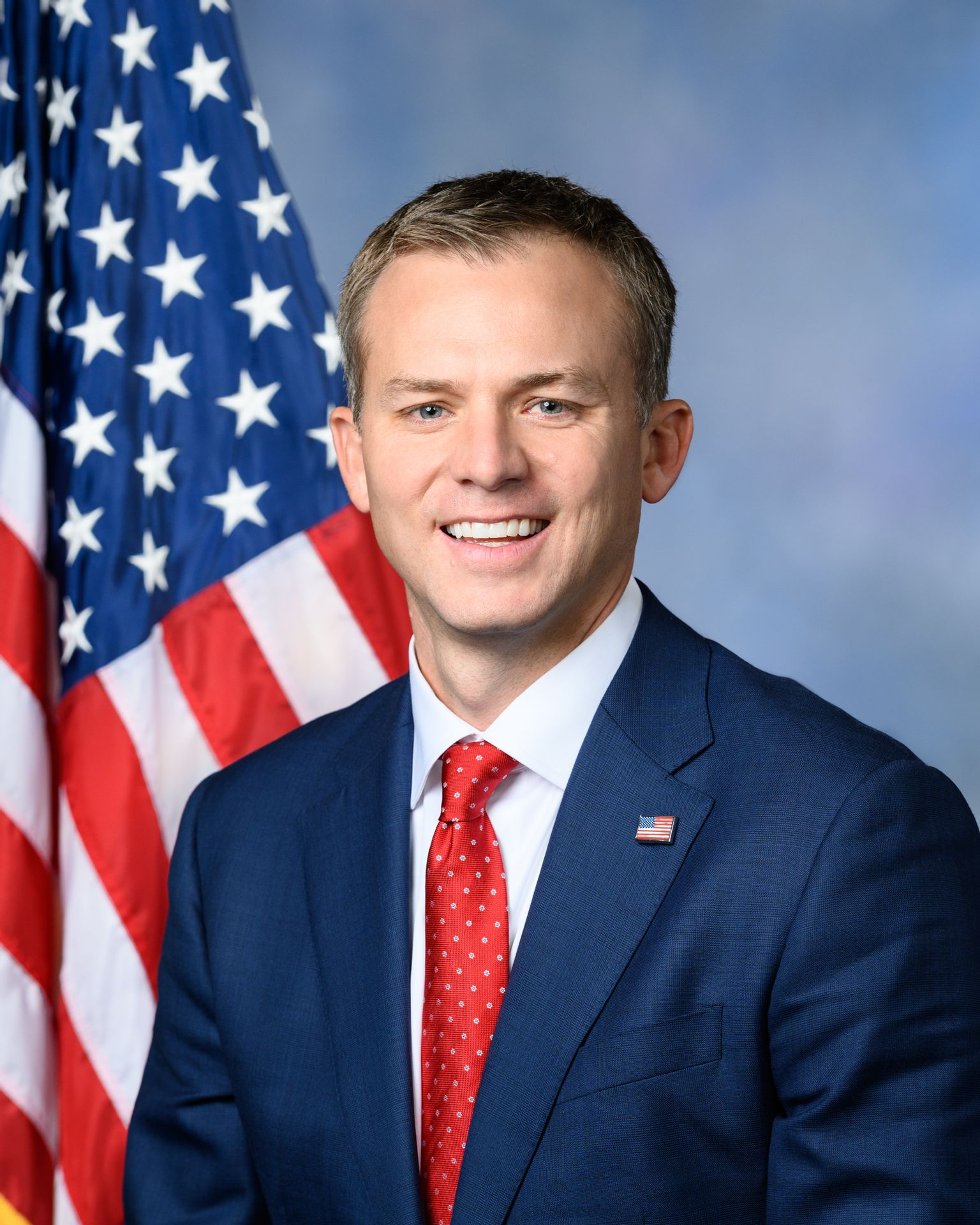
Blake Moore (2020)

Blake David Moore (* 22. Juni 1980 in Ogden, Utah) ist ein US-amerikanischer Politiker der Republikanischen Partei. Seit Januar 2021 vertritt er den ersten Distrikt des Bundesstaats Utah im US-Repräsentantenhaus.

## Leben
Blake Moore wuchs in Ogden (Utah) auf und machte 1998 an der dortigen High School seinen Schulabschluss. Während seiner Schulzeit spielte er als Quarterback im American-Football-Team seiner Schule. Moore ist außerdem Eagle Scout der Boy Scouts of America. Nach seinem Schulabschluss studierte Moore mit einem Sportstipendium an der Utah State University. Dieses Studium brach er jedoch im ersten Jahr schon wieder ab und verbrachte daraufhin einige Zeit als Missionar der Kirche Jesu Christi der Heiligen der Letzten Tage in Südkorea. Nach seiner Rückkehr in die Vereinigten Staaten studierte Moore an der University of Utah und der Northwestern University, die er mit einem Bachelor of Arts und einen Master of Public Administration abschloss. Moore war für den United States Foreign Service im Außenministerium der Vereinigten Staaten tätig und arbeitet für eine Unternehmensberatungskanzlei in Salt Lake City.
Blake Moore ist seit 2010 mit seiner Frau Jane Boyer verheiratet und hat vier Söhne mit ihr.

## Politik
Im Februar 2020 gab Moore seine Kandidatur für den Sitz des ersten Kongresswahlbezirkes von Utah bei den Wahlen zum Repräsentantenhaus im November des gleichen Jahres bekannt. Dieser wurde bis dahin von Rob Bishop gehalten, der nicht erneut antrat. Bei der Vorwahl in der Republikanischen Partei setzte Moore sich am 30. Juni 2020 mit etwa 2 % Vorsprung gegen drei Mitbewerber durch. Die Wahl am 3. November 2020 konnte Moore gegen den Demokraten Darren Parry mit 69,5 Prozent der Stimmen für sich entscheiden. Er wurde am 3. Januar 2021 vereidigt und kann sein Mandat bis heute ausüben. Die Primary (Vorwahl) seiner Partei für die Wahlen 2022 am 28. Juni konnte er mit über 59 % gewinnen. Er trat am 8. November 2022 gegen Rick Jones von der Demokratischen Partei an und setzte sich dabei mit 67,0 % durch, womit er sein Mandat verteidigte. Im November 2023 wurde er während seiner zweiten Legislaturperiode als Nachfolger von Mike Johnson zum stellvertretenden Vorsitzenden der Republican Conference gewählt. Im Vorfeld der Kongresswahl 2024 unterlag Moore zwar beim Nominierungsparteitag der Republikaner Utahs, konnte aber mit 72,6 % die Vorwahl gegen Paul Miller für sich entscheiden. In der Hauptwahl setzte er sich gegen den Demokraten Bill Campbell und einen weiteren Kandidaten mit 63,1 % durch. Seine dritte Legislaturperiode im Repräsentantenhaus des 119. Kongresses läuft noch bis zum 3. Januar 2027.

### Ausschüsse
Er ist aktuell Mitglied in folgenden Ausschüssen des Repräsentantenhauses:
- Committee on Ways and Means
  - Health
  - Social Security
  - Welfare
- Committee on the Budget

Moore gehört außerdem der Republican Main Street Partnership, einem Bündnis moderater Politiker innerhalb der Republikanischen Partei, an.